# Église de Bethléem de Berlin-Mitte
L'église de Bethléem (également : église bohémienne) est une église simultanée luthérienne et réformée de Friedrichstadt, dans le quartier de Mitte à Berlin. L'église, achevée en 1737, est construite pour les exilés protestants de Bohême. À partir de 1747, celles-ci forment trois paroisses distinctes, dont deux partagent la propriété de l'église. L'église de Bethléem est gravement endommagée lors d'un raid aérien allié en 1943 pendant la Seconde Guerre mondiale, puis démolie.

## Bâtiment
Le bâtiment de l'église est construit entre 1735 et 1737 selon les plans et sous la direction de Friedrich Wilhelm Dieterichs par le maître maçon Christian August Naumann (de) et le maître charpentier Johann Andreas Büring. Elle est inaugurée le 12 mai 1737. L'église de Bethléem est une église circulaire de 15,70 mètres de diamètre et de 36,40 mètres de haut,.
Le bâtiment peut accueillir 600 fidèles. Le dôme en bois abrupt a huit lucarnes avec des fenêtres tout autour, quatre au-dessus des traverses avec des horloges et quatre inférieures entre les traverses. Le dôme est couronné d'une lanterne.

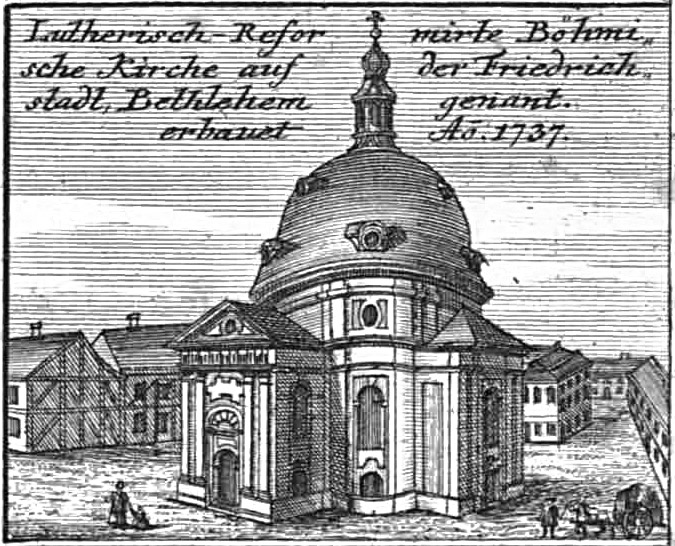
Église avec pignon sur le bras ouest et croupe sur le bras sud(Johann David Schleuen, 1757)

Le bras transversal ouest est mis en valeur comme façade principale par des pilastres et des pignons. Les autres bras de la croix ont des toits en croupe. L'église a également des entrées au sud et au nord. Le bras transversal oriental est semi-circulaire, contrairement aux trois autres, et contient la niche de l'autel. Le bâtiment de l'église est typique de l'époque et est , dans une certaine mesure, une version réduite de l'église de la Trinité, qui est également construite à proximité immédiate sur la Mauerstraße (de) à la même époque. Les deux cloches de l'église sont coulées aux frais de la famille royale. À cet effet, une cloche de l'abbaye de la Grâce de Dieu près de Calbe (de), en ruine depuis la guerre de Trente Ans et récupérée dans les années 1730, est fondue.
En 1753, l'église reçoit un orgue créé par Johann Peter Migendt (de). Le prédicateur luthérien Gustav Knak (de) fait installer dans la coupole des portraits des quatre évangélistes, ce que la communauté réformée critique comme une violation de l'interdiction des images. Lors de la rénovation en 1883, des vitraux représentant l'Adoration des bergers à la crèche de Bethléem et l'Adoration des mages sont installés dans le chœur. Les vitraux sont réalisées par le peintre verrier Otto Linnemann (de).

## Histoire
Le nom du bâtiment de l'église remonte à la chapelle de Bethléem à Prague, qui joue un rôle important en tant que lieu de prédication de Jan Hus pour les frères de Bohême. Les Bohémiens exilés à Berlin se réfèrent aux frères dans leurs traditions protestantes. L'église de Bethléem est construite pour les exilés de Bohême qui sont accueillis à partir de 1732 sous le roi Frédéric-Guillaume Ier. Il s'agit principalement de tisserands et de fileurs installés dans le prolongement de la Friedrichstadt berlinoise. Leur appartenance religieuse diffère légèrement entre les congrégations évangélique luthérienne de Bohême et évangélique réformée de Bohême, qui utilisent cependant le même bâtiment d'église.

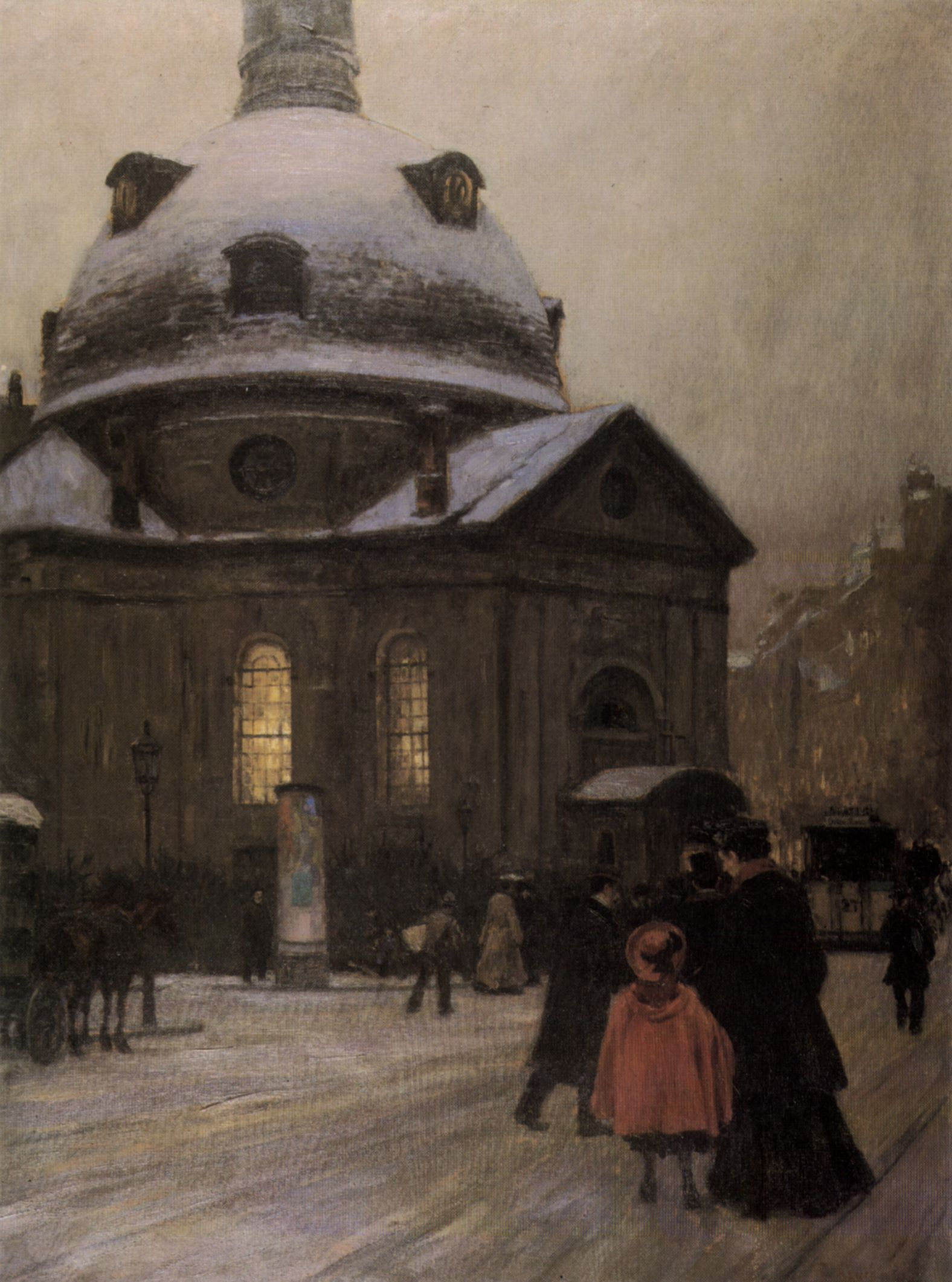
Église bohémienne la veille de Noël (Franz Skarbina, vers 1903)

La langue des sermons est initialement le tchèque ; les trois premiers prédicateurs luthériens sont tous d'origine bohémienne. Les premiers sermons en allemand sont prononcés le matin à partir de 1750. Le troisième prédicateur luthérien Andreas Macher déplait à de nombreux membres de la paroisse d'orientation plutôt réformée, si bien qu'en juin 1746, ceux-ci demandent au roi de pouvoir nommer eux-mêmes leurs prédicateurs, comme le roi le leur a garanti lors de leur admission. Frédéric II confirme cette assurance de son père en janvier 1747. Après une enquête officielle auprès des membres (chefs de famille) en mars 1747, les exilés se divisent en trois paroisses, une des frères moraves, une luthérienne bohémienne et une réformée bohémienne.
Frédéric II ordonne alors que ces deux dernières utilisent et possèdent désormais en commun l'église de Bethléem et le centre communautaire du 29 Wilhelmstrasse. En 1751, les disciples bohémiebs des Frères installent leur propre salle de prière dans une maison du 136 Wilhelmstrasse (plus tard à Kreuzberg). En 1857, ils construisent une nouvelle salle paroissiale dans la cour du No.138, qui est détruite en 1944 mais remplacée par une église de secours au même endroit en 1948.
La communauté évangélique réformée bohémienne est initialement subordonnée au Directoire de l'Église réformée de Prusse (1713-1808), la communauté luthérienne au Haut Consistoire luthérien de Prusse (1750-1808). Après la dissolution des deux administrations ecclésialistiques en 1808 et la prise en charge des affaires ecclésialistiques par le nouveau département de la culture du ministère prussien de l'Intérieur, l'Église protestante unie des terres royales prussiennes est fondée en 1817, à laquelle les deux congrégations de l'Église de Bethléem se joignent.
En 1829, le prédicateur réformé Benjamin David Elsner transfère ses fonctions au prédicateur luthérien Johannes Evangelista Goßner. Cela se heurte à l'opposition du presbytère réformé bohémien, qui invoque les assurances de Frédéric Guillaume Ier. Après la mort d'Elsner en 1831, le Consistoire royal de Brandebourg à Berlin refuse à la congrégation réformée la possibilité d'occuper seule son poste de prédicateur. La protestation des presbytres est sanctionnée par l'arrestation des soussignés. La tentative de pousser la paroisse réformée à s'unir avec la paroisse luthérienne est également à l'origine de cette décision. Gustav Knak rapporte que toutes les tentatives d'union échouent finalement. Les deux congrégations maintiennent leur indépendance confessionnelle en tant que deux congrégations personnelles, la plus récemment dans l'Église protestante Berlin-Brandebourg-Haute Lusace silésienne, qui comprend des paroisses luthériennes, réformées et unies.
Les deux paroisses entretiennent conjointement le cimetière bohémien devant la porte de Halle. La congrégation réformée bohémienne possède depuis 1751 un second centre de prédication à Böhmisch-Rixdorf, au 97 Richardstraße (de), qui est remplacé par un nouveau bâtiment sur le même site en 1835. La communauté réformée de Bohême est également impliquée dans le cimetière bohémien de Rixdorf (de). Les luthériens bohémiens de Rixdorf, quant à eux, forment leur propre paroisse et acquièrent en 1884 l'ancienne église du village de Rixdorf, également appelée église de Bethléem (de) depuis 1912 .
De 1935 à 1945, le pasteur Walter Nordmann officie à l'église de Bethléem pour la congrégation réformée, qui a rejoint l'ancienne église confessante prussienne après 1933. La congrégation réformée accueillit la congrégation réformée néerlandaise de Berlin, à laquelle de nombreux travailleurs forcés néerlandais rejoignent pendant la guerre, et aide à s'occuper d'eux.
Le 24 novembre 1943, l'église de Bethléem est détruite à l'exception des murs d'enceinte lors d'un raid aérien allié. L'église est dynamitée en 1954, selon d'autres sources en 1963,,. La maison paroissiale et communautaire de la communauté réformée bohémienne au 4 de la Yorckstraße, est également détruite pendant la guerre, tandis que la salle de prière de la Richardstraße est endommagée en 1943
Après la construction du mur, les membres de l'Église des Frères vivant à Berlin-Est utilisent des locaux dans la Kalkscheunenstraße, tandis que les membres de la communauté réformée bohémienne qui s'y trouvent rejoignent la communauté de l'église du château de Köpenick (de). À Berlin-Ouest, les deux congrégations luthériennes bohémiennes fusionnent, tandis que la congrégation réformée bohémienne restaure sa salle de prière sur la Richardstraße (de) en avril 1950 et l'utilise encore aujourd'hui. Les congrégations des frères de Kreuzberg et de Neukölln fusionnent également après 1960 et construisent une nouvelle salle de prière à Rixdorf (de) entre 1961 et 1962. La vie communautaire des trois communautés se déplace à Rixdorf (Berlin-Neukölln). La communauté luthérienne bohémienne de Rixdorf fusionne avec trois communautés luthériennes voisines en 2005 pour former la communauté protestante de Rixdorf.

## Héritage

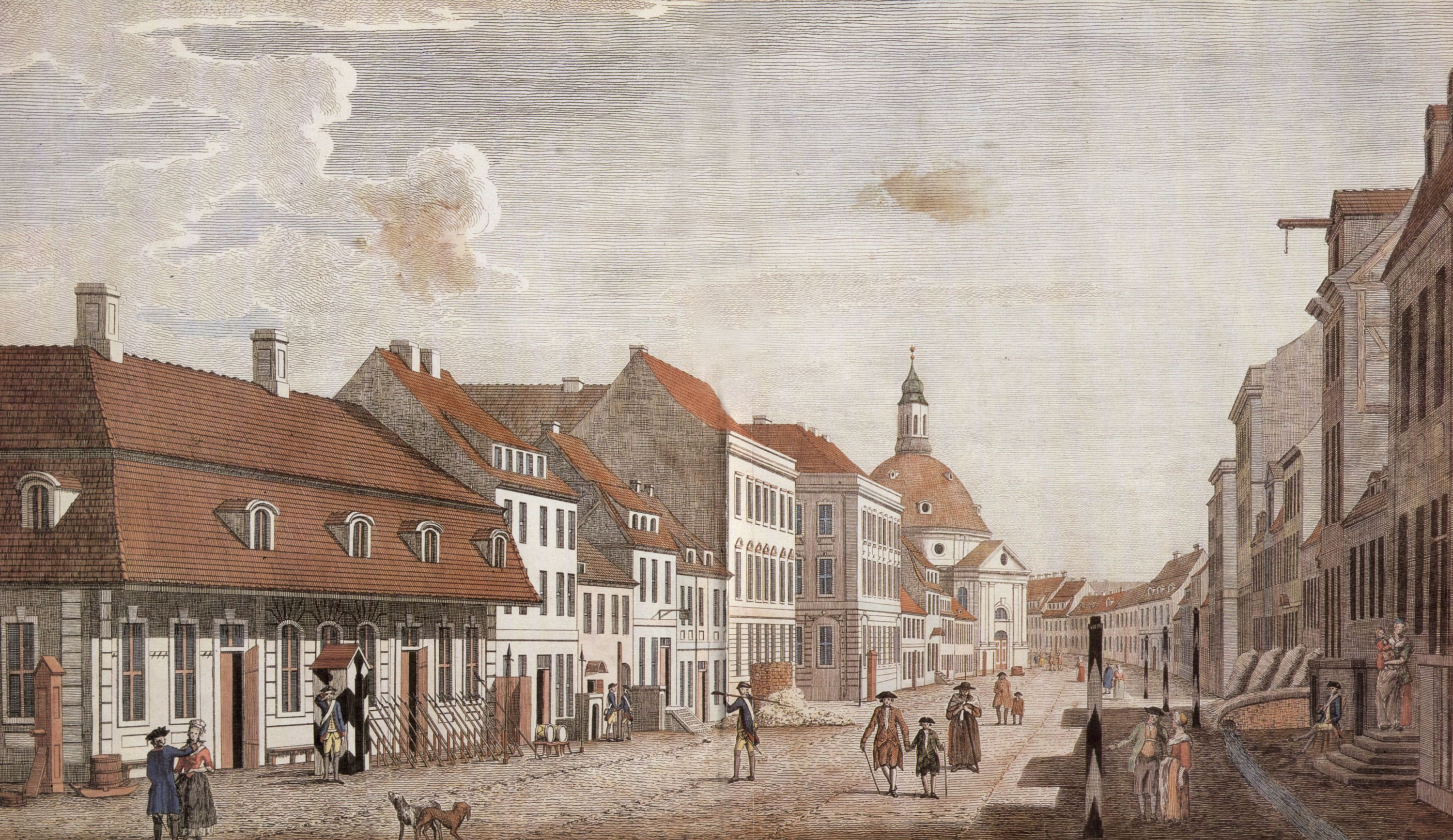
Mauerstraße vers 1776, l'église en arrière-plan (Gravure de Johann Georg Rosenberg)

Outre les cimetières et les archives, la plus grande des deux cloches échappe à la destruction. Elle est  amenée à Neukölln, l'ancienne Böhmisch-Rixdorf, où elle se trouve maintenant dans la salle de prière de la communauté protestante réformée de Bethléem (le terme bohémien a été remplacée par le protestant en 1937) dans l'ancienne école et maison de prière (Richardstraße  97).
L'église de Bethléem se trouvait à l'intersection de la Krausenstraße et de la Mauerstraße, une place qui s'appelait Hammelmarkt au XVIIIe siècle. En 1999, le carrefour auparavant officiellement sans nom est rebaptisé Bethlehemkirchplatz (de) en mémoire de l'église de Bethléem. À l'ancien emplacement de la Bethlehemkirchplatz, le plan de l'église est représenté sur le trottoir par des pierres de couleurs différentes.

## Membres notables de la communauté
- Johann Theophil Elsner, premier prédicateur de la communauté ecclésiale réformée
- Samuel Elsner (de), marchand et l'une des figures influentes du mouvement de renouveau berlinois
- Johannes Evangelista Goßner, 1829-1846 prédicateur de la congrégation luthérienne
- Johannes Jaenicke (de) /Jan Jenjk, 1792-1827 prédicateur luthérien, dernier pasteur qui parle tchèque et l'utilise
- Gustav Knak (de), 1850-1878 prédicateur luthérien
- Johann Liberda, obtient de Frédéric Guillaume Ier l'admission des exilés, 1737-1742 prédicateur des luthériens, enterré sous l'autel en 1742
- Andreas Macher, 1742-1754 prédicateur luthérien
- Wilhelm Riehmer, membre de la communauté ecclésiale réformée, constructeur du Jardin de Cour de Riehmer
- Pasteur H. Hapke, mandat 1864-1908 (réformé)[8],[19]
- Surintendant D. Tillich (luthérien) [8]